# Світова вежа Трампа
Світова вежа Трампа (англ. Trump World Tower) — хмарочос в Нью-Йорку, США. Висота 72-поверхового будинку становить 262 метри. Будівництво було розпочато в 1999 і завершено в 2001 році.
Це найвищий із жилих будинків, які збудував Дональд Трамп. Оцінюється на 300 мільйонів доларів, що були витрачені на будівництво. Ціни на квартири від 652 000 доларів за студію (їх у будинку небагато) до 28 мільйонів. Пентхауз із 2 поверхів загальною площею 1 858 м² був оцінений на 58 мільйонів доларів. Ці апартаменти, після невдалих спроб продажу протягом кількох років, були розділені на чотири частини. На сьогодні орендна плата від приватних власників становить від 2800 доларів до 3700 за студію і 4600 доларів за студію та спальню.

## У мистецтві
Згадується у книзі американського письменника Джонатана Сафран Фоєра «Страшенно голосно і неймовірно близько».